# Olesno (Petite-Pologne)
Pour les articles homonymes, voir Olesno (homonymie).
Olesno est une localité polonaise, siège de la gmina d'Olesno, située dans le powiat de Dąbrowa en voïvodie de Petite-Pologne.